# Ostearius muticus
Espèce
Ostearius muticus est une espèce d'araignées aranéomorphes de la famille des Linyphiidae.

## Distribution
Cette espèce est endémique du Gansu en Chine,.

## Publication originale
- Gao, Gao & Zhu, 1994 : A new species of the genus Ostearius from China (Araneae: Linyphiidae). Acta Arachnologica Sinica, vol. 3, no , p. 124-126.